# IJzertijdsuite
De IJzertijdsuite is een compositie van de Fin Aulis Sallinen. De muziek in suitevorm is oorspronkelijk geschreven voor een televisiefilm voor net 2 van de Finse omroep naar een script van Paavo Haavikko en de regie van Kalle Holmberg. Ze waren ermee bezig van 1978 tot en met 1982 en het budget werd flink overschreden. De film ging naar diverse buitenlandse omroepen.
Het verhaal is gebaseerd op de Kalevala en zo is ook de compositie van Sallinen gebaseerd op het Finse oerverhaal. De muziek doet een beetje on-Sallinenachtig aan, maar er zijn weer de fragmenten minimal music (meteen in het begin), de licht dissonante nevelige muziek en het slot dat zomaar invalt.
De eerste uitvoering vond plaats in Helsinki op 20 maart 1985 door Maija Hapuola, het kinderkoor van de Finse omroep, Suomen Laulu, het Fins Radiosymfonieorkest onder leiding van Jukka-Pekka Saraste.
De muziek wordt bijna geheel achter elkaar doorgespeeld, maar de componist heeft wel een indeling gegeven. De zang is meestentijds tekstloos alleen in het laatste gedeelte wordt een tekst uit de Kalevala gezongen.

## Muziek

### Delen
- De trouwoptocht van Ilmari en de Gouden vrouw (Ilmarin ja Kultonaisen hääkulkuse)
- Aino’s lied (Ainon laulu)
- Lemminki in Pohjola (Lemminki Pohjolassa)
- Lemminki in Tuonela (Lemminki Tuonelassa)
- Väinö’s lied (Väinön laulu)
- Lemmki en de Vrouwen van het eiland (Lemminki ja Saaren neidot)

### Orkestratie
- sopraan (Aino’s lied)
- kinderkoor en gemengd koor
- 3 dwarsfluiten waarvan 1 ook piccolo, 3 hobo’s, 3 klarineten waarvan 2 basklarinetten, 3 fagotten waarvan 1 ook contrafagot
- 4 hoorns, 3 trompetten, 3 trombones, 1 tuba
- pauken, 4 man/vrouw percussie, 1 harp, 1 piano, 1 celesta
- violen, altviolen, celli, contrabassen

## Discografie
- Uitgave Ondine: Margit Papunen (sop), Kinderkoor uit oost Helsinki, Opera Festival koor, Filharmonisch Orkest van Helsinki o.l.v. Okku Kamu